# Janet (Vorname)
Janet ist ein weiblicher Vorname.

## Herkunft und Bedeutung des Namens
Janet ist ein mittelalterlicher Diminutiv von Jane. Der Ursprung des Namens ist hebräisch und er setzt sich zusammen aus der Kurzform des Gottesnamens יהוה JHWH und dem Verb חנן zusammen und bedeutet: „der Herr ist gnädig“.
Im englischsprachigen Raum war der Name vor allem in den 1930er bis 1960er Jahren beliebt. Seitdem lässt die Beliebtheit nach.

## Varianten
- Janette
- Janett
- Jeanette

## Namenstag
- Janet: 28. Juli

## Bekannte Namensträgerinnen
- Janet Abbate (* 1962), US-amerikanische Informatikerin und Sozialwissenschaftlerin
- Janet Ågren (* 1949), schwedische Schauspielerin
- Janet Alegría (* 1987), mexikanische Taekwondoin
- Janet Amponsah (* 1993), ghanaische Sprinterin
- Janet Asimov (1926–2019), US-amerikanische Science-Fiction-Autorin und Psychoanalytikerin
- Janet Austin (* 1956 oder 1957), kanadische Sozialmanagerin
- Janet Badjan-Young (* 1937), gambische Dramatikerin
- Janet Baker (* 1933), britische Mezzo-Sopranistin
- Janet Balaskas (* 1946), britische Hebamme, Autorin und Gründerin des Active Birth Movement
- Janet Beccaloni (* 1966), britische Arachnologin und Kuratorin
- Janet Beecher (1884–1955), US-amerikanische Schauspielerin
- Janet Biehl (* 1953), US-amerikanische Anarchofemistin
- Janet Blair (1921–2007), US-amerikanische Schauspielerin
- Janet Brooks Gerloff (1947–2008), US-amerikanisch-deutsche Malerin
- Janet Brown (1923–2011), britische Schauspielerin
- Janet Carroll (1940–2012), US-amerikanische Schauspielerin, Musicaldarstellerin und Sängerin
- Janet Clark (* 1967), deutsche Schriftstellerin
- Janet Cole (1922–2002), US-amerikanische Schauspielerin
- Janet Cubas (* 1962), peruanische Dozentin und Politikerin
- Janet Dailey (1944–2013), US-amerikanische Schriftstellerin
- Janet Evanovich (* 1943), US-amerikanische Schriftstellerin
- Janet Evans (* 1971), US-amerikanische Schwimmerin
- Janet Fielding (* 1957), australische Schauspielerin
- Janet Flanner (1892–1978), US-amerikanische Schriftstellerin, Journalistin und feministische Exzentrikerin
- Janet Frame (1924–2004), neuseeländische Schriftstellerin
- Janet Gaynor (1906–1984), US-amerikanische Schauspielerin
- Janet Grogan (* 1988), irische Sängerin und Songschreiberin
- Janet Gunn (* 1961), US-amerikanische Schauspielerin
- Janet Hubert (* 1956), US-amerikanische Schauspielerin
- Janet Jackson (* 1966), US-amerikanische Sängerin
- Janet Jagan (1920–2009), guyanische Politikerin
- Janet Jones (* 1961), US-amerikanische Schauspielerin
- Janet Kath (* 1964), österreichische Managerin
- Janet Lee (* 1976), taiwanische Tennisspielerin
- Janet Lynn Kavandi (* 1959), US-amerikanische Astronautin
- Janet Kear (1933–2004), britische Ornithologin
- Janet Kennedy (um 1483 – 1543), Mätresse von König Jakob IV. von Schottland
- Janet Kidder (um 1972), kanadische Schauspielerin
- Janet Klein (* 1977), deutsche Biathletin
- Janet Knee (* 1944), australische Weitspringerin
- Janet Lawson (1940–2021), amerikanische Jazzsängerin
- Janet Leigh (1927–2004), US-amerikanische Filmschauspielerin
- Janet Malcolm (1934–2021), US-amerikanische Journalistin und Essayistin
- Janet Margolin (1943–1993), US-amerikanische Filmschauspielerin
- Janet McTeer (* 1961), britische Schauspielerin
- Janet T. Mills (* 1947), US-amerikanische Anwältin und Politikerin
- Janet Montgomery (* 1985), britische Schauspielerin
- Janet Moreau (1927–2021), US-amerikanische Leichtathletin
- Janet Munro (1934–1972), britische Schauspielerin
- Janet Napolitano (* 1957), US-amerikanische Politikerin
- Janet Parker (1938–1978), britische medizinische Fotografin
- Janet Reno (1938–2016), United States Attorney General (1993–2001)
- Janet Rowley (1925–2013), US-amerikanische Hämatologin und Professorin
- Janet Sheen (* 1944), US-amerikanische Filmproduzentin und Schauspielerin
- Janet Simpson (1944–2010), britische Leichtathletin
- Janet Sobel (1893–1968), ukrainisch-US-amerikanische Malerin (Drip Painting)
- Janet von Stillfried (* 1962), deutsche Historikerin und Autorin
- Janet Suzman (* 1939), südafrikanische Schauspielerin
- Janet Tashjian (* 1956), US-amerikanische Kinder- und Jugendbuchautorin
- Janet Todd (* 1942), britische Sachbuchautorin
- Janet Thurlow (1926–2022), US-amerikanische Jazzsängerin
- Janet Vaughan (1899–1993), britische Ärztin und Physiologin
- Janet Wright (* um 1920), US-amerikanische Badmintonspielerin
- Janet Wright (1945–2016), kanadische Schauspielerin
- Janet Wright (* 1953), US-amerikanische Tennisspielerin
- Janet Yellen (* 1946), US-amerikanische Wirtschaftswissenschaftlerin
- Janet Young, Baroness Young (1926–2002), britische Politikerin (Conservative Party)